# Maurice Chevrier

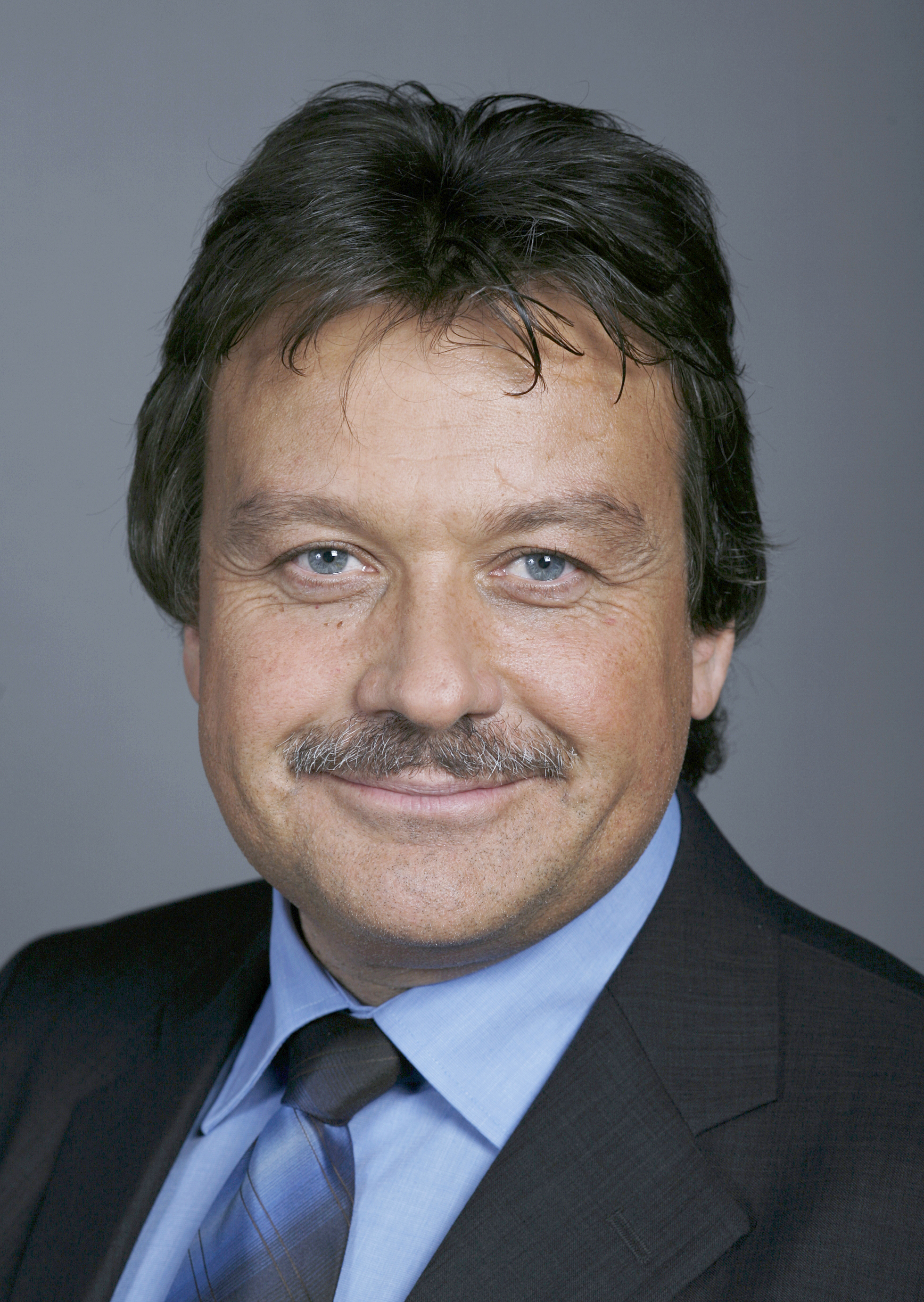
Maurice Chevrier

Maurice Chevrier (* 28. März 1961 in Sion, Kanton Wallis) ist ein Schweizer Politiker (CVP).

## Politische Ämter und Funktionen
Chevrier, von Beruf Rechtsanwalt und Notar, war von den Wahlen 1999 bis 2010 Mitglied des Nationalrates. Zuvor sass er zehn Jahre lang im Grossen Rat des Kantons Wallis. Im September 2009 wurde Chevrier von der Walliser Kantonsregierung zum neuen Chef der Walliser Dienststelle für innere und kommunale Angelegenheiten ernannt, am 1. Januar 2010 trat er in dieses Amt an.

## Privates
Chevrier ist verheiratet und hat zwei Kinder.